# Cruzes do Mérito Naval
As Cruzes do Mérito Naval, (Cruces del Mérito Naval) até o ano 1995 Ordem do Mérito Naval é uma condecoração militar de Espanha dividida em várias categorias que tem por objeto recompensar aos membros da Armada, do Exército e da Policia civil e outras pessoas civis pela realização de ações e fatos ou a prestação de serviços de destacado mérito.
Definida pelo mesmo Real Decreto que as Cruzes do Mérito Militar e Cruzes do Mérito Aeronáutico. As Cruzes do Mérito Naval têm por objeto recompensar e distinguir individualmente aos membros das Forças Armadas e do Corpo da Polícia civil, pela realização de ações e fatos ou a prestação de serviços de destacado mérito ou importância, bem como ao pessoal civil por suas atividades meritórias relacionadas com a Defesa Nacional. Estas ações e fatos deverão estar relacionadas com a Armada para sua concessão.

## Categorias

### Cruz
Para oficiais, suboficiales e tropa e o pessoal civil que não tenha a faixa suficiente para obter a Grande Cruz.
As Cruzes do Mérito Naval, que serão em forma de cruz latina levarão em sua anverso uma âncora centrada nos braços verticais. Conceder-se-ão:
- Com distintivo vermelho: Conceder-se-ão àquelas pessoas que, com valor, tenham realizado ações, fatos ou serviços eficazes em decorrência de um conflito armado ou de operações militares que impliquem ou possam implicar o uso de força armada, e que impliquem umas dotes militares ou de comando significativas. Será esmaltada em vermelho e levará o âncora em ouro. Penderá de uma fita vermelha com lista amarela no centro de largo igual a um oitavo do largo total daquela.
- Com distintivo azul: Conceder-se-ão por ações, fatos ou serviços extraordinários que, sem estar contemplados na seção 1.ª deste capítulo, levem-se a cabo em operações derivadas de um mandato das Nações Unidas ou no marco de outras organizações internacionais. Esmaltada em alvo com pinos azuis nos braços horizontais e o âncora em azul. Pende de uma fita com as cores nacionais na mesma disposição que têm na bandeira, com cantos azuis de dois milímetros de largo.
- Com distintivo amarelo: Conceder-se-ão por ações, fatos ou serviços que entranhem grave risco e nos casos de lesões graves ou falecimento, como consequência de atos de serviço, sempre que impliquem uma conduta meritória. Esmaltada em alvo com pinos amarelos nos braços horizontais e o âncora em azul. Pende de uma fita com as cores nacionais na mesma disposição que têm na bandeira, com cantos amarelos de dois milímetros de largo.
- Com distintivo branco: Conceder-se-ão por méritos, trabalhos, ações, fatos ou serviços distintos, que se efetuem durante a prestação das missões ou serviços que ordinária ou extraordinariamente sejam encomendados às Forças Armadas ou que estejam relacionados com a Defesa, e que não se encontrem definidos em três seções anteriores deste capítulo. Esmaltada em alvo e levará o âncora em azul. Penderá de uma fita com as cores nacionais na mesma disposição que têm na bandeira.

### Grande Cruz
Para oficiais generais e pessoal civil com uma faixa institucional, administrativo, acadêmico ou profissional. 
A Grande Cruz é uma placa abrilhantada de ráfagas em ouro, com a cruz latina e o âncora, da correspondente cor no centro, orlada de dois leões e dois castelos em prata, proporcionais ao conjunto. Banda de seda, das mesmas cores que a fita da que pendem as Cruzes, se unindo em seus extremos com um laço da mesma fita, do que penderá a Venera da Grande Cruz timbrada de coroa real, em ouro, e sujeita à banda por um aro dourado. A venera consistirá na cruz correspondente do mérito e distintivo concedido. Conceder-se-ão:
- Com distintivo vermelho: Conceder-se-ão àquelas pessoas que, com valor, tenham realizado ações, fatos ou serviços eficazes em decorrência de um conflito armado ou de operações militares que impliquem ou possam implicar o uso de força armada, e que impliquem umas dotes militares ou de comando significativas.
- Com distintivo azul: Conceder-se-ão por ações, fatos ou serviços extraordinários que, sem estar contemplados na seção 1.ª deste capítulo, levem-se a cabo em operações derivadas de um mandato das Nações Unidas ou no marco de outras organizações internacionais.
- Com distintivo amarelo: Conceder-se-ão por ações, fatos ou serviços que entranhem grave risco e nos casos de lesões graves ou falecimento, como consequência de atos de serviço, sempre que impliquem uma conduta meritória.
- Com distintivo branco: Conceder-se-ão por méritos, trabalhos, ações, fatos ou serviços distintos, que se efetuem durante a prestação das missões ou serviços que ordinária ou extraordinariamente sejam encomendados às Forças Armadas ou que estejam relacionados com a Defesa, e que não se encontrem definidos em três seções anteriores deste capítulo.

## Insígnias e pinos
| Cruz com distintivo vermelho.        | Cruz com distintivo azul.        | Cruz com distintivo amarelo.        | Cruz com distintivo branco.        |
| Grande cruz com distintivo vermelho. | Grande cruz com distintivo azul. | Grande cruz com distintivo amarelo. | Grande cruz com distintivo branco. |